# Henrikinvuoret
Henrikinvuoret är en kulle i Finland.   Den ligger i den ekonomiska regionen Nystadsregionen och landskapet Egentliga Finland, i den sydvästra delen av landet, 200 km väster om huvudstaden Helsingfors. Toppen på Henrikinvuoret är 30 meter över havet. Henrikinvuoret ligger på ön Gustavs.
Terrängen runt Henrikinvuoret är mycket platt. Havet är nära Henrikinvuoret åt sydväst.  Närmaste större samhälle är Tövsala, 10,6 km öster om Henrikinvuoret. 